# باشگاه فوتبال پولونیا ورشو
پولونیا ورشو (به لهستانی: Polonia Warszawa) باشگاهی‌است لهستانی با تیم‌های فوتبال و بسکتبال که در سال ۱۹۱۱ میلادی تأسیس شده و از قدیمی‌ترین باشگاه‌های ورشو به حساب می‌آید.